# Ado Onaiwu
Ado Onaiwu (オナイウ 阿道?, Onaiwu Ado; Kamikawa, 8 novembre 1995) è un calciatore giapponese di origini nigeriane, attaccante dell'Auxerre.

## Biografia
Il padre è nigeriano, mentre la madre giapponese, Onaiwu ha frequentato il liceo Shochi Fukaya nella prefettura di Saitama già a quel tempo si dedicava al calcio, nella squadra della propria scuola, partecipando anche l'Interhigh estivo del 2013, Onaiwu durante il torneo segnò quattro gol sebbene la squadra venne battura in semifinale. Ha una moglie e due figlie.

## Caratteristiche tecniche
Gioca sia come punta centrale che come seconda punta, è di piede destro ed è in grado di trovare il gol calciando anche con il sinistro. Dotato di reattività e dinamismo, è capace di segnare tirando anche di prima intenzione, riesce a sfruttare al meglio le sue abilità finalizzative segnando dalla corta distanza o sotto porta, è un valido fornitore di assist, oltre a essere bravo nei calci di rigore. Forte del suo buon stacco aereo, è abile pure nel trovare la rete tirando di testa.

## Carriera

### Club

#### JEF United Chiba e Urawa Red Diamonds
La sua carriera come calciatore professionista ha inizio nel 2014, giocando per il JEF United Chiba, segnando la sua prima rete nella Coppa dell'Imperatore, aprendo le marcature contro il Kashiwa Reysol e la partita finirà per 1-1 decidendo la vincitrice ai rigori, dove Onaiwu segnerà dal dischetto e la squadra vincerà per 12-11. Nel 2016 giocherà la sua ultima stagione per il JEF United Chiba nella J2 League, la seconda divisione del calcio giapponese, rendendosi indispensabile in alcune vittoria, segnando la rete de 3-2 battendo il Machida Zelvia oltre a essere autore del gol del 2-1 vincendo contro il Zweigen Kanazawa. Nel 2017 vestirà la maglia dell'Urawa Red Diamonds, segnando una sola rete per la squadra, nella vittoria per 3-2 contro il Grulla Morioka.

#### Renofa Yamaguchi e Oita Trinita
Tornerà a giocare in seconda divisione con il Renofa Yamaguchi, riuscirà a segnare ventidue reti nell'edizione 2018 del campionato, segnerà il gol che permetterà di vincere di misura per 1-0 contro il contro l'Ehime FC e contro il Fagiano Okayama, inoltre farà una doppietta battendo per 4-3 Tokyo Verdy e per 5-2 il Tochigi SC oltre che nel pareggio per 2-2 il FC Gifu, e segnerà una tripletta nel pareggio per 4-4 contro l'Omiya Ardija. Nel 2019, nella prima divisione (la J1 League) giocherà per l'Oita Trinita segnando un gol sia contro il Sagan Tosu che contro il Vegalta Sendai vincendo entrambe le partite per 2-0, inoltre grazie a una sua doppietta la squadra batterà per 2-1 il Consadole Sapporo.

#### Yokohama F·Marinos
Dal 2020 inizierà a giocare per lo Yokohama F·Marinos segnando la sua prima rete per la squadra con il gol del 3-2 battendo lo Shonan Bellmare. Sarà autore di una doppietta nell'AFC Champions League battendo per 4-0 il Sydney FC. Nell'edizione 2021 del campionato giapponese farà il gol con cui la squadra batterà per 1-0 il Cerezo Osaka, inoltre farà una doppietta vincendo per 5-0 ai danni dello Yokohama FC oltre a segnare una tripletta che permetterà di vincere per 3-0 contro il FC Tokyo.

#### Tolosa
Nel 2021 viene acquistato dal Tolosa, nella seconda divisione del calcio francese, ottenendo la vittoria del campionato 2021-2022 e con essa la qualificazione in prima divisione segnando la sua prima rete in campionato nella vittoria per 4-2 contro il Digione, con un suo gol la squadra batterà per 1-0 il Valenciennes, riesce a segnare di testa la rete del 2-0 battendo il Chamois Niortais, farà una doppietta vincendo contro il Grenoble per 4-1. Nella Coppa di Francia mette a segno due gol battendo per 4-1 il Nîmes Olympique, e con un suo assist Rafael Ratão realizza il gol del 1-0 vincendo contro il Cannes.Segna per la prima volta una rete nella Ligue 1 con il gol del 4-1 battendo il Troyes.

#### Auxerre
Vince l'edizione 2023-2024 della Ligue 2 con la maglie dell'Auxerre, Onaiwu è stato determinante per la conquista del trofeo, nel bilancio finale, specialmente con la tripletta che ha segnato battendo per 5-2 il Saint-Étienne e per 4-1 il Concarnoise, sigla il gol del 3-2 sconfiggendo il Quevilly-Rouen e segna la rete del 2-2 pareggiando contro il Pau, ottenendo i sei punti di distacco necessari per superare l'Angers, classificata seconda. La squadra viene promossa in prima divisione, dove Onaiwu segna il gol del 4-0 sconfiggendo il Rennes.

### Nazionale
Onaiwu ha esordito con la Nazionale del Giappone nel 2021, debuttando nella vittoria per 1-0 contro la Serbia, e successivamente ha giocato contro il Kirghizistan dove ha segnato tre gol in sei minuti, vincendo per 5-1 secondo solo a Kazuyoshi Miura che nello stesso lasso di tempo ne segnò quattro nella partita contro il Bangladesh.

## Statistiche

### Presenze e reti nei club
Statistiche aggiornate al 19 aprile 2025.
| Stagione                  | Club                      | Campionato                | Campionato | Campionato | Coppe nazionali | Coppe nazionali | Coppe nazionali | Coppe continentali | Coppe continentali | Coppe continentali | Supercoppe | Supercoppe | Supercoppe | Totale | Totale |
| Stagione                  | Club                      | Comp                      | Pres       | Reti       | Comp            | Pres            | Reti            | Comp               | Pres               | Reti               | Comp       | Pres       | Reti       | Pres   | Reti   |
| ------------------------- | ------------------------- | ------------------------- | ---------- | ---------- | --------------- | --------------- | --------------- | ------------------ | ------------------ | ------------------ | ---------- | ---------- | ---------- | ------ | ------ |
| ago. 2014                 | J. League U-22            | J3                        | 2          | 0          | -               | -               | -               | -                  | -                  | -                  | -          | -          | -          | 2      | 0      |
| 2014                      | JEF United                | J2                        | 6          | 1          | CI              | 2               | 1               | -                  | -                  | -                  | -          | -          | -          | 8      | 2      |
| 2015                      | JEF United                | J2                        | 33         | 3          | CI              | 2               | 0               | -                  | -                  | -                  | -          | -          | -          | 35     | 3      |
| 2016                      | JEF United                | J2                        | 23         | 6          | CI              | 1               | 0               | -                  | -                  | -                  | -          | -          | -          | 24     | 6      |
| Totale JEF United         | Totale JEF United         | Totale JEF United         | 62         | 10         |                 | 5               | 1               |                    | -                  | -                  |            | -          | -          | 67     | 11     |
| 2017                      | Urawa Reds                | J1                        | 1          | 0          | CdL+CI          | 0+3             | 0+1             | AFC                | 2                  | 0                  | SJ+SBC+Cmc | 0+1+0      | 0          | 7      | 1      |
| 2018                      | Renofa Yamaguchi          | J2                        | 42         | 22         | CI              | 2               | 0               | -                  | -                  | -                  | -          | -          | -          | 44     | 22     |
| 2019                      | Oita Trinita              | J1                        | 31         | 10         | CdL+CI          | 5+3             | 0               | -                  | -                  | -                  | -          | -          | -          | 39     | 10     |
| 2020                      | Yokohama F·Marinos        | J1                        | 24         | 4          | CdL             | 2               | 0               | AFC                | 6                  | 4                  | SJ         | 1          | 0          | 33     | 8      |
| gen.-lug. 2021            | Yokohama F·Marinos        | J1                        | 20         | 12         | CdL+CI          | 7+0             | 3+0             | -                  | -                  | -                  | -          | -          | -          | 27     | 15     |
| Totale Yokohama F·Marinos | Totale Yokohama F·Marinos | Totale Yokohama F·Marinos | 44         | 16         |                 | 9               | 3               |                    | 6                  | 4                  |            | 1          | 0          | 60     | 23     |
| 2021-2022                 | Tolosa                    | L2                        | 38         | 10         | CF              | 5               | 2               | -                  | -                  | -                  | -          | -          | -          | 43     | 12     |
| 2022-2023                 | Tolosa                    | L1                        | 34         | 2          | CF              | 3               | 0               | -                  | -                  | -                  | -          | -          | -          | 37     | 2      |
| Totale Tolosa             | Totale Tolosa             | Totale Tolosa             | 72         | 12         |                 | 8               | 2               |                    | -                  | -                  |            | -          | -          | 80     | 14     |
| 2023-2024                 | Auxerre                   | L2                        | 34         | 15         | CF              | 3               | 0               | -                  | -                  | -                  | -          | -          | -          | 37     | 15     |
| 2024-2025                 | Auxerre                   | L1                        | 26         | 2          | CF              | 1               | 0               | -                  | -                  | -                  | -          | -          | -          | 27     | 2      |
| Totale Auxerre            | Totale Auxerre            | Totale Auxerre            | 60         | 17         |                 | 4               | 0               |                    | -                  | -                  |            | -          | -          | 64     | 17     |
| Totale carriera           | Totale carriera           | Totale carriera           | 314        | 87         |                 | 39              | 7               |                    | 8                  | 4                  |            | 2          | 0          | 363    | 98     |

### Cronologia presenze e reti in nazionale
| Cronologia completa delle presenze e delle reti in nazionale ― Giappone | Cronologia completa delle presenze e delle reti in nazionale ― Giappone | Cronologia completa delle presenze e delle reti in nazionale ― Giappone | Cronologia completa delle presenze e delle reti in nazionale ― Giappone | Cronologia completa delle presenze e delle reti in nazionale ― Giappone | Cronologia completa delle presenze e delle reti in nazionale ― Giappone | Cronologia completa delle presenze e delle reti in nazionale ― Giappone | Cronologia completa delle presenze e delle reti in nazionale ― Giappone |
| Data                                                                    | Città                                                                   | In casa                                                                 | Risultato                                                               | Ospiti                                                                  | Competizione                                                            | Reti                                                                    | Note                                                                    |
| ----------------------------------------------------------------------- | ----------------------------------------------------------------------- | ----------------------------------------------------------------------- | ----------------------------------------------------------------------- | ----------------------------------------------------------------------- | ----------------------------------------------------------------------- | ----------------------------------------------------------------------- | ----------------------------------------------------------------------- |
| 11-6-2021                                                               | Kobe                                                                    | Giappone                                                                | 1 – 0                                                                   | Serbia                                                                  | Amichevole                                                              | -                                                                       | 46’                                                                     |
| 15-6-2021                                                               | Suita                                                                   | Giappone                                                                | 5 – 1                                                                   | Kirghizistan                                                            | Qual. Mondiali 2022                                                     | 3                                                                       | 68’                                                                     |
| 7-10-2021                                                               | Jeddah                                                                  | Arabia Saudita                                                          | 1 – 0                                                                   | Giappone                                                                | Qual. Mondiali 2022                                                     | -                                                                       | 73’                                                                     |
| Totale                                                                  |                                                                         | Presenze                                                                | 3                                                                       |                                                                         | Reti                                                                    | 3                                                                       |                                                                         |

## Palmarès

### Club

#### Competizioni internazionali
- AFC Champions League: 1

Urawa Reds: 2017

#### Competizioni nazionali
- Ligue 2: 2

Tolosa: 2021-2022
Auxerre: 2023-2024
- Coppa di Francia: 1

Tolosa: 2022-2023

### Nazionale
- Coppa d'Asia Under-23: 1

2016